# 타니무라 신지
타니무라 신지(谷村 新司, 1948년 12월 11일 ~ 2023년 10월 8일)는 일본의 가수, 배우, 작사가, 작곡가, 대학교수이다. 애칭은 찐페이(チンペイ). 오사카 출신. 2023년 10월 8일 급성장염과 오래 투병 끝에 세상을 떠났다.